# 紫口珊瑚螺
紫口珊瑚螺（学名：Coralliophila neritoidea），是新腹足目珊瑚螺科珊瑚螺属的一种。主要分布于印度尼西亚、中国大陆、台湾，常栖息在潮下线的岩礁地区。